# Campeonato Europeu de Futebol Feminino de 2017
O Campeonato Europeu de Futebol Feminino de 2017 foi a 12ª edição do Campeonato Europeu de Futebol Feminino realizada nos Países Baixos, de 16 de julho a 6 de agosto de 2017. Os 16 países participantes foram divididos em quatro grupos. A final foi disputada no estádio De Grolsch Veste, em Enschede.

## Seleções classificadas
16 equipes participaram da competição.
Anfitriã
- Países Baixos

Qualificação pela fase de grupos
- França
- Alemanha
- Suíça
- Inglaterra
- Noruega
- Espanha
- Suécia
- Islândia
- Escócia
- Bélgica
- Áustria
- Dinamarca
- Itália
- Rússia

Qualificação por play-offs
- Portugal

## Sedes
Os jogos serão disputados em 7 cidades do país: Roterdão, Breda, Enschede, Utrecht, Deventer, Doetinchem e Tilburgo.
| Roterdão                   | Breda               | Enschede           | Utrecht             | Deventer           | Doetinchem         | Tilburgo                 |
| Sparta Stadion Het Kasteel | Rat Verlegh Stadion | De Grolsch Veste   | Stadion Galgenwaard | De Adelaarshorst   | De Vijverberg      | Koning Willem II Stadion |
| Capacidade: 10 600         | Capacidade: 19 000  | Capacidade: 30 000 | Capacidade: 23 750  | Capacidade: 10 500 | Capacidade: 12 500 | Capacidade: 14 500       |
| Sparta Stadion Het Kasteel | Rat Verlegh Stadion | De Grolsch Veste   | Stadion Galgenwaard |                    | De Vijverberg      | Koning Willem II Stadion |
| -------------------------- | ------------------- | ------------------ | ------------------- | ------------------ | ------------------ | ------------------------ |

## Fase de grupos
Na fase de grupos, os participantes estão incluídos em quatro grupos de quatro países.

### Grupo A
| Seleção       | P | J | V | E | D | GP | GC | SG |
| ------------- | - | - | - | - | - | -- | -- | -- |
| Países Baixos | 9 | 3 | 3 | 0 | 0 | 4  | 1  | +3 |
| Dinamarca     | 6 | 3 | 2 | 0 | 1 | 2  | 1  | +1 |
| Bélgica       | 3 | 3 | 1 | 0 | 2 | 3  | 3  | 0  |
| Noruega       | 0 | 3 | 0 | 0 | 3 | 0  | 4  | -4 |

| 16 de julho | Países Baixos     | 1 – 0     | Noruega | Stadion Galgenwaard, Utrecht                    |
| 18:00       | van de Sanden 66' | Relatório |         | Público: 21 732 Árbitro: FRA Stéphanie Frappart |

| 16 de julho | Dinamarca      | 1 – 0     | Bélgica | De Vijverberg, Doetinchem                   |
| 20:45       | Troelsgaard 6' | Relatório |         | Público: 5 054 Árbitro: UKR Kateryna Monzul |

| 20 de julho | Noruega | 0–2       | Bélgica                   | Rat Verlegh Stadion, Breda                   |
| 18:00       |         | Relatório | Van Gorp 59' · Cayman 67' | Público: 8 477 Árbitro: POL Monika Mularczyk |

| 20 de julho | Países Baixos    | 1–0       | Dinamarca | Sparta Stadion Het Kasteel, Roterdão      |
| 20:45       | Spitse 20' (pen) | Relatório |           | Público: 10 599 Árbitro: GER Riem Hussein |

| 24 de julho | Bélgica      | 1–2       | Países Baixos                  | Koning Willem II Stadion, Tilburgo             |
| 20:45       | Wullaert 59' | Relatório | Spitse 27' (pen) · Martens 74' | Público: 12 697 Árbitro: GER Bibiana Steinhaus |

| 24 de julho | Noruega | 0–1       | Dinamarca | De Adelaarshorst, Deventer                   |
| 20:45       |         | Relatório | Veje 5'   | Público: 5 885 Árbitro: SWE Pernilla Larsson |

### Grupo B
| Seleção  | P | J | V | E | D | GP | GC | SG |
| -------- | - | - | - | - | - | -- | -- | -- |
| Alemanha | 7 | 3 | 2 | 1 | 0 | 4  | 1  | +3 |
| Suécia   | 4 | 3 | 1 | 1 | 1 | 4  | 3  | +1 |
| Rússia   | 3 | 3 | 1 | 0 | 2 | 2  | 5  | -3 |
| Itália   | 3 | 3 | 1 | 0 | 2 | 5  | 6  | -1 |

| 17 de julho | Itália    | 1–2       | Rússia                     | Sparta Stadion Het Kasteel, Roterdão    |
| 18:00       | Mauro 88' | Relatório | Danilova 9' · Morozova 26' | Público: 669 Árbitro: CZE Jana Adámková |

| 17 de julho | Alemanha | 0 – 0     | Suécia | Rat Verlegh Stadion, Breda                  |
| 20:45       |          | Relatório |        | Público: 9 276 Árbitro: HUN Katalin Kulcsár |

| 21 de julho | Suécia                         | 2 – 0     | Rússia | De Adelaarshorst, Deventer                     |
| 18:00       | Schelin 22' · Blackstenius 51' | Relatório |        | Público: 5 764 Árbitro: FRA Stéphanie Frappart |

| 21 de julho | Alemanha                      | 2 – 1     | Itália    | Koning Willem II Stadion, Tilburgo          |
| 20:45       | Henning 19' · Peter 67' (pen) | Relatório | Mauro 29' | Público: 7 108 Árbitro: UKR Kateryna Monzul |

| 25 de julho | Rússia | 0 – 2     | Alemanha                             | Stadion Galgenwaard, Utrecht                 |
| 20:45       |        | Relatório | Peter 10' (pen) · Marozsán 56' (pen) | Público: 6 458 Árbitro: POL Monika Mularczyk |

| 25 de julho | Suécia                               | 2 – 3     | Itália                         | De Vijverberg, Doetinchem                  |
| 20:45       | Schelin 14' (pen) · Blackstenius 47' | Relatório | Sabatino 4', 37' · Girelli 85' | Público: 5 203 Árbitro: SUI Esther Staubli |

### Grupo C
| Seleção  | P | J | V | E | D | GP | GC | SG |
| -------- | - | - | - | - | - | -- | -- | -- |
| Áustria  | 7 | 3 | 2 | 1 | 0 | 5  | 1  | +4 |
| França   | 5 | 3 | 1 | 2 | 0 | 3  | 2  | +1 |
| Suíça    | 4 | 3 | 1 | 1 | 1 | 3  | 3  | 0  |
| Islândia | 0 | 3 | 0 | 0 | 3 | 1  | 6  | -5 |

| 18 de julho | Áustria    | 1–0       | Suíça | De Adelaarshorst, Deventer                    |
| 18:00       | Burger 15' | Relatório |       | Público: 4 781 Árbitro: GER Bibiana Steinhaus |

| 18 de julho | França              | 1–0       | Islândia | Koning Willem II Stadion, Tilburgo          |
| 20:45       | Le Sommer 86' (pen) | Relatório |          | Público: 4 894 Árbitro: ITA Carina Vitulano |

| 22 de julho | Islândia           | 1–2       | Suíça                         | De Vijverberg, Doetinchem                          |
| 18:00       | Friðriksdóttir 33' | Relatório | Dickenmann 43' · Bachmann 52' | Público: 5 647 Árbitro: RUS Anastasia Pustovoitova |

| 22 de julho | França    | 1–1       | Áustria   | Stadion Galgenwaard, Utrecht              |
| 20:45       | Henry 51' | Relatório | Makas 27' | Público: 4 387 Árbitro: CZE Jana Adámková |

| 26 de julho | Islândia | 0–3       | Áustria                                  | Sparta Stadion Het Kasteel, Roterdão     |
| 20:45       |          | Relatório | Zadrazil 36' · Burger 44' · Enzinger 89' | Público: 4 893 Árbitro: GER Riem Hussein |

| 26 de julho | Suíça            | 1–1       | França    | Rat Verlegh Stadion, Breda                  |
| 20:45       | Crnogorčević 19' | Relatório | Abily 76' | Público: 6 711 Árbitro: HUN Katalin Kulcsár |

### Grupo D
| Seleção    | P | J | V | E | D | GP | GC | SG |
| ---------- | - | - | - | - | - | -- | -- | -- |
| Inglaterra | 9 | 3 | 3 | 0 | 0 | 10 | 1  | +9 |
| Espanha    | 3 | 3 | 1 | 0 | 2 | 2  | 3  | -1 |
| Portugal   | 3 | 3 | 1 | 0 | 2 | 3  | 5  | -2 |
| Escócia    | 3 | 3 | 1 | 0 | 2 | 2  | 8  | -6 |

| 19 de julho | Espanha                   | 2–0       | Portugal | De Vijverberg, Doetinchem                    |
| 18:00       | Losada 23' · Sampedro 42' | Relatório |          | Público: 3 188 Árbitro: SWE Pernilla Larsson |

| 19 de julho | Inglaterra                                                | 6–0       | Escócia | Stadion Galgenwaard, Utrecht               |
| 20:45       | Taylor 11' 26' 53' · White 32' · Nobbs 87' · Duggan 90+3' | Relatório |         | Público: 5 578 Árbitro: SWI Esther Staubli |

| 23 de julho | Escócia      | 1–2       | Portugal               | Sparta Stadion Het Kasteel, Roterdão        |
| 18:00       | Cuthbert 68' | Relatório | Mendes 27' · Leite 72' | Público: 3 123 Árbitro: HUN Katalin Kulcsár |

| 23 de julho | Inglaterra            | 2–0       | Espanha | Rat Verlegh Stadion, Breda                  |
| 20:45       | Kirby 2' · Taylor 85' | Relatório |         | Público: 4 879 Árbitro: ITA Carina Vitulano |

| 27 de julho | Portugal   | 1–2       | Inglaterra             | Koning Willem II Stadion, Tilburgo          |
| 20:45       | Mendes 17' | Relatório | Duggan 7' · Parris 48' | Público: 3 335 Árbitro: UKR Kateryna Monzul |

| 27 de julho | Escócia  | 1–0       | Espanha | De Adelaarshorst, Deventer                |
| 20:45       | Weir 42' | Relatório |         | Público: 4 840 Árbitro: CZE Jana Adámková |

## Fase final
|  | Quartas de final         | Quartas de final    |                        |       | Semifinais | Semifinais |  |  | Final | Final |
|  |                          |                     |                        |       |            |            |  |  |       |       |
|  | 29 de julho – Doetinchem |                     |                        |       |            |            |  |  |       |       |
|  |                          |                     |                        |       |            |            |  |  |       |       |
|  | Países Baixos            | 2                   |                        |       |            |            |  |  |       |       |
|  | Países Baixos            | 2                   | 3 de agosto – Enschede |       |            |            |  |  |       |       |
|  | Suécia                   | 0                   |                        |       |            |            |  |  |       |       |
|  | Suécia                   | 0                   | Países Baixos          | 3     |            |            |  |  |       |       |
|  | 30 de julho – Deventer   |                     | Países Baixos          | 3     |            |            |  |  |       |       |
|  |                          | Inglaterra          | 0                      |       |            |            |  |  |       |       |
|  | Inglaterra               | Inglaterra          | 0                      | 1     |            |            |  |  |       |       |
|  | Inglaterra               |                     | 6 de agosto – Enschede | 1     |            |            |  |  |       |       |
|  | França                   | 0                   |                        |       |            |            |  |  |       |       |
|  | França                   | 0                   | Países Baixos          | 4     |            |            |  |  |       |       |
|  | 29 de julho – Roterdão   |                     | Países Baixos          | 4     |            |            |  |  |       |       |
|  |                          | Dinamarca           | 2                      |       |            |            |  |  |       |       |
|  | Alemanha                 | Dinamarca           | 2                      | 1     |            |            |  |  |       |       |
|  | Alemanha                 | 3 de agosto – Breda |                        | 1     |            |            |  |  |       |       |
|  | Dinamarca                | 2                   |                        |       |            |            |  |  |       |       |
|  | Dinamarca                | 2                   | Dinamarca              | 0 (3) |            |            |  |  |       |       |
|  | 30 de julho – Tilburgo   |                     | Dinamarca              | 0 (3) |            |            |  |  |       |       |
|  |                          | Áustria             | 0 (0)                  |       |            |            |  |  |       |       |
|  | Áustria                  | Áustria             | 0 (0)                  | 0 (5) |            |            |  |  |       |       |
|  | Áustria                  |                     |                        | 0 (5) |            |            |  |  |       |       |
|  | Espanha                  | 0 (3)               |                        |       |            |            |  |  |       |       |
|  | Espanha                  | 0 (3)               |                        |       |            |            |  |  |       |       |

### Quartas-de-final
| 29 de julho | Países Baixos             | 2–0       | Suécia | De Vijverberg, Doetinchem                      |
| 18:00       | Martens 33' · Miedema 64' | Relatório |        | Público: 11 106 Árbitro: GER Bibiana Steinhaus |

| 30 de julho | Alemanha       | 1–2       | Dinamarca               | Sparta Stadion Het Kasteel, Roterdão        |
| 12:00       | Kerschowski 3' | Relatório | Nadim 49' · Nielsen 83' | Público: 5 251 Árbitro: HUN Katalin Kulcsár |

| 30 de julho | Áustria | 0–0 (pro) | Espanha | Koning Willem II Stadion, Tilburgo             |
| 18:00       |         | Relatório |         | Público: 3 488 Árbitro: FRA Stéphanie Frappart |

|                                              |       | Penalidades                        |  |
| Feiersinger Burger Aschauer Pinther Puntigam | 5 – 3 | García Sampedro Meseguer Corredera |  |

| 30 de julho | Inglaterra | 1–0       | França | De Adelaarshorst, Deventer                 |
| 20:45       | Taylor 60' | Relatório |        | Público: 6 283 Árbitro: SUI Esther Staubli |

### Semifinal
| 3 de agosto | Dinamarca | 0–0 (pro) | Áustria | Rat Verlegh Stadion, Breda                   |
| 18:00       |           | Relatório |         | Público: 11 312 Árbitro: UKR Kateryna Monzul |

|                            |       | Penalidades                  |  |
| Nadim Harder Pedersen Boye | 3 – 0 | Feiersinger Pinther Aschauer |  |

| 3 de agosto | Países Baixos                                | 3–0       | Inglaterra | De Grolsch Veste, Enschede                      |
| 20:45       | Miedema 22' · van de Donk 62' · Bright 90+3' | Relatório |            | Público: 27 093 Árbitro: FRA Stéphanie Frappart |

### Final
| 6 de agosto | Países Baixos                               | 4–2       | Dinamarca                   | De Grolsch Veste, Enschede                  |
| 17:00       | Miedema 10', 89' · Martens 28' · Spitse 51' | Relatório | Nadim 6' (pen) · Harder 33' | Público: 28 182 Árbitro: SUI Esther Staubli |

## Premiação
| Campeonato Europeu de Futebol Feminino de 2017 |
| Países Baixos                                  |
| ---------------------------------------------- |
| Países Baixos Campeão (1º título)              |

| Melhor jogadora   | Chuteira de Ouro | Chuteira de Prata    | Chuteira de Bronze |
| ----------------- | ---------------- | -------------------- | ------------------ |
| NED Lieke Martens | ENG Jodie Taylor | NED Vivianne Miedema | NED Lieke Martens  |

### Seleção da Copa
| Goleiros/Guarda-Redes | Defensores/Defesas                                      | Meias/Médios                                                | Atacantes/Avançados          |
| --------------------- | ------------------------------------------------------- | ----------------------------------------------------------- | ---------------------------- |
| Sari van Veenendaal   | Verena Aschauer Lucy Bronze Anouk Dekker Steph Houghton | Jackie Groenen Lieke Martens Theresa Nielsen Sherida Spitse | Pernille Harder Jodie Taylor |

Fonte:

## Artilharia
5 gols
- ENG Jodie Taylor

4 gols
- NED Vivianne Miedema

3 gols
- NED Sherida Spitse
- NED Lieke Martens

2 goals
- AUT Nina Burger
- DEN Nadia Nadim
- ENG Toni Duggan
- GER Babett Peter
- ITA Ilaria Mauro
- ITA Daniela Sabatino
- POR Carolina Mendes
- SWE Lotta Schelin
- SWE Stina Blackstenius

1 gols
- AUT Lisa Makas
- AUT Sarah Zadrazil
- AUT Stefanie Enzinger
- BEL Elke Van Gorp
- BEL Janice Cayman
- BEL Tessa Wullaert
- DEN Sanne Troelsgaard
- DEN Katrine Veje
- DEN Theresa Nielsen
- DEN Pernille Harder
- ENG Ellen White
- ENG Jordan Nobbs
- ENG Fran Kirby
- ENG Nikita Parris
- ESP Vicky Losada
- ESP Amanda Sampedro
- FRA Eugénie Le Sommer
- FRA Amandine Henry
- FRA Camille Abily
- GER Josephine Henning
- GER Dzsenifer Marozsán
- GER Isabel Kerschowski
- ISL Fanndís Friðriksdóttir
- ITA Cristiana Girelli
- NED Shanice van de Sanden
- NED Danielle van de Donk
- POR Ana Leite
- RUS Elena Danilova
- RUS Elena Morozova
- SCO Erin Cuthbert
- SCO Caroline Weir
- SUI Lara Dickenmann
- SUI Ramona Bachmann
- SUI Ana-Maria Crnogorčević

Gols-Contra
- ENG Millie Bright (para os Países Baixos)

## Transmissões
Os jogos serão transmitidos no UEFA.com e UEFA.tv (Youtube) nos territórios onde nenhum parceiro foi nomeado
- Andorra - France Télévisions[6]
- Áustria - ORF[6]
- Bélgica - RTBF / VRT[6]
- Brasil - Globosat[6]
- Chile – Telecanal[6]
- Dinamarca - DR / TV 2[6]
- Equador – RedTeleSistema[6]
- Finlândia - Yle[6]
- França -  France Télévisions[6]
- Alemanha -  ARD / ZDF[6]
- Hong Kong – iCable[6]
- Islândia - RÚV[6]
- Indonésia – MNC / RCTI[6]
- Itália - Nuvola61 / RAI[6]
- Malásia – Astro[6]
- Mónaco -  France Télévisions[6]
- Países Baixos - NOS[6]
- Noruega - NRK / TV 2[6]
- Portugal - RTP[6]
- Rússia - Match TV[6]
- Espanha - TVE[6]
- Suécia - TV4 / SVT[6]
- Suíça - SSR / SRG[6]
- Reino Unido – Channel 4[6]
- Estados Unidos – ESPN / Univision[6]
- Caribe – ESPN[6]
- Médio Oriente / Norte de África – Eurosport / beIN Sports[6]
- África subsariana  – Econet (Kwesé Sports)[6]
- Europa – Eurosport[6]